# Yuty (Marskrater)
Yuty ist ein Einschlagkrater in der Ebene Chryse Planitia auf dem Mars.
Der Krater durchmisst circa 20 Kilometer und ist von sich überdeckenden Auswurflappen umgeben. Einer davon überdeckt teilweise einen älteren Krater an seinem Rand. Diese bei Marskratern im Bereich der äquatorialen und mittleren Längengrade häufig zu beobachtenden Oberflächenstrukturen beruhen nach der aktuellen Theorie auf Ansammlungen von Eis im Unterboden. Das durch den Einschlag entstehende Schmelzwasser verflüssigt das Auswurfmaterial und begünstigt so die Formung der Lappenstrukturen.